# Philippe de Baleine
Philippe de Baleine, né le 27 septembre 1921 à Paris et mort le 7 juin 2018 à Boulogne-Billancourt, est un journaliste et écrivain français.

## Biographie
De son vrai nom Philippe Durup de Baleine, Philippe de Baleine a notamment été rédacteur en chef de Paris Match et  de Science et Vie. Il a aussi écrit pour divers journaux français, dont Le Nouveau Candide, Le Journal du dimanche ou Marie Claire.
Ses romans sont inspirés principalement de ses nombreux voyages et de sa passion pour l'Afrique centrale, l'Amazonie et l'Asie du Sud. Il écrit sous divers pseudonymes d'écrivain comme Margaret Ring ou Philip Whale.
Avec son collègue photographe Willy Rizzo, qui l'accompagne en reportage lors des épisodes les plus difficiles pour la presse, pendant la Guerre d'Indochine, il a inspiré à Hergé le personnage de Jean-Loup de la Batellerie, journaliste à Paris-Flash, avec son collègue photoreporeter Walter Rizotto, dans l'album Les Bijoux de la Castafiore, publié en 1962,, mais aussi d'autres albums de Tintin, souvent sur le ton de la dérision car leurs articles sensationnalistes comportent des erreurs factuelles.
Au tout début des années 1960, Willy Rizzo est à Milan avec Olivier Merlin, chez Maria Callas, qui hurle soudain : "On a volé mon émeraude !"  et se rend compte que le personnel suspecte un peu le photographe et son assistant, et ce reportage a inspiré Hergé, qui a eu vent de l'anecdote dans les couloirs de Paris Match .

### Margaret Ring
Philippe de Baleine a publié sous le pseudonyme de Margaret Ring une vingtaine de romans policiers dans la pure tradition du roman d'énigmes anglais. Ces romans ont pour personnages les membres de la famille royale britannique et comme héros l'inspecteur Buckingham, chargé de la protection de la reine.
Les romans sont faussement traduits de l'anglais. On peut lire sur les 4e de couverture la biographie fictive de la romancière Margaret Ring : « Margaret Ring est la veuve d'un attaché militaire de la Maison de la reine. Elle vit retirée dans une ferme du Sussex, où elle écrit depuis deux ans. ».

## Œuvres

### Romans
- Dernière conversation sur le "Titanic" - 1998
- Les Éléphants roses de Bangkok - Pocket - 1993
- Le Petit Train de la brousse - Plon - 1982
- Le Bar des Lagunes - Julliard - 1986
- Hôtel des piranhas
- La Scolopendre vert - Filipacchi
- Nouveau Voyage sur le petit train de la brousse - Filipacchi - 1989
- Arthur et les éléphants
- Le Petit Train du Vietnam - Éditions du Rocher - 2002
- Bombay Cottage - 1988
- La Gagneuse
- Les Contes du petit train de la brousse - La Table Ronde - 1992
- Arthur chez les Indiens d'Amazonie - Plon - 1991
- La Saison des fièvres - Flammarion - 1992
- Les Veillées de chasse d'Henri Guizard
- Nan - Grasset et Fasquelle - 1994
- Le Bonze et le bon Dieu - 1996
- La Toile de jouir - Robert Laffont - 2001
- Alfred - Plon - 1999
- Seigneur, Pourquoi m'as-tu abandonné ? - Filipacchi - 1992
- L'Auberge des Mygales - Le Rocher - 1997
- Sandra, Princesse rebelle - TF1 Éditions - 1995
- Le Petit Train des cacahuètes - Filipacchi - 2002
- La Femme de presse - Orban - 1993
- Tard dans la nuit - Grasset et Fasquelle - 1985
- Une si paisible petite ville d'eau - 1986
- La Saison des fièvres - 1992
- Voyage espiègle et romanesque sur le petit train du Congo - Éditeur : Presses Pocket - 1992

- Prix de littérature-générale 1992 de l’Académie française
- Conversations sur le ciel - 2002 - O. Jacob,  (ISBN 2-7381-1061-4) (cosmologie)
- La Dame chasseresse - Tchou - 1977  (ISBN 2710700557 et 2-7107-0055-7)
- Les Danseuses de la France Guadeloupe Réunion Martinique - Plon - 1980
- Sandra Princesse Rebelle - TF1 - 1995
- Un fanfaron dans l'Amazone - Tsuru - 1990   (ISBN 2878730070)
- Petites chansons d'un vieux merle moqueur - Éd. de Fallois - 2011

### Série de romans policiers «L'Inspecteur Buckingham»
Sous le pseudonyme de Margaret Ring.
1. Crime chez la reine / trad. Phylis Whale. Monaco : Éd. du Rocher, 1993.  (ISBN 2-268-01602-1). Rééd. Paris : Gérard de Villiers, coll. "L'Inspecteur Buckingham" n° 1, 1995, 189 p.  (ISBN 2-7386-5758-3)
2. Royal chantage (Royal black mail). Monaco : Éd. du Rocher, 1994.  (ISBN 2-268-01749-4). Rééd. Paris : Gérard de Villiers, coll. "L'Inspecteur Buckingham" n° 2, 1995, 189 p.  (ISBN 2-7386-5759-1)
3. Triple crime chez la princesse (Triple crime at the Princess' home) / trad. Philip Whale. Monaco : Éd. du Rocher, 1994.  (ISBN 2-268-01783-4). Rééd. Paris : Gérard de Villiers, coll. "L'Inspecteur Buckingham" n° 3, 1995, 189 p.  (ISBN 2-7386-5760-5)
4. Disparitions au palais (Vanishings at buckingham's) / trad. Philip Whale. Monaco : Éd. du Rocher, 1994.  (ISBN 2-268-01832-6). Rééd. Paris : Gérard de Villiers, coll. "L'Inspecteur Buckingham" n° 4, 1995, 189 p.  (ISBN 2-7386-5761-3)
5. Fatale party chez le prince (The Prince's Fatal Party) / trad. Philip Whale. Monaco : Éd. du Rocher, 1995, 166 p.  (ISBN 2-268-01947-0). Rééd. Paris : Gérard de Villiers, coll. "L'Inspecteur Buckingham" n° 5, 1995, 187 p.  (ISBN 2-7386-5762-1)
6. Meurtre au salon vert (Murder in the green lounge) / trad. Philip Whale. Monaco : Éd. du Rocher, 1995, 170 p.  (ISBN 2-268-01884-9). Rééd. Paris : Gérard de Villiers, coll. "L'Inspecteur Buckingham" n° 6, 1996, 189 p.  (ISBN 2-7386-5784-2)
7. Le Collier maudit de Toutankhamon (Fatal necklace) / trad. Philip Whale. Monaco : Éd. du Rocher, 1995, 164 p.  (ISBN 2-268-01988-8). Rééd. Paris : Gérard de Villiers, coll. "L'Inspecteur Buckingham" n° 7, 1996, 189 p.  (ISBN 2-7386-5824-5)
8. Pièges mortels pour Camilla (Fatals traps for Camilla) / trad. Philip Whale. Monaco : Éd. du Rocher, 1995, 164 p.  (ISBN 2-268-02114-9). Rééd. Paris : Gérard de Villiers, coll. "L'Inspecteur Buckingham" n° 8, 1996, 187 p.  (ISBN 2-7386-5825-3)
9. Un noyé dans l'étang de la reine. Monaco : Éd. du Rocher, coll. "Les maîtres de la littérature policière", 1996.  (ISBN 2-268-02218-8). Rééd. Paris : Gérard de Villiers, coll. "L'Inspecteur Buckingham" n° 9, 1996, 189 p.  (ISBN 2-7386-5826-1)
10. Les Amants maudits de Diana. Monaco : Éd. du Rocher, coll. "Les maîtres de la littérature policière", 1996.  (ISBN 2-268-02307-9). Rééd. Paris : Gérard de Villiers, coll. "L'Inspecteur Buckingham" n° 10, 1997, 187 p.  (ISBN 2-7386-5847-4)
11. Une bombe pour la reine. Monaco : Éd. du Rocher, coll. "Les maîtres de la littérature policière", 1996.  (ISBN 2-268-02374-5). Rééd. Paris : Vauvenargues, 1997, 190 p.
12. Le Fantôme sanglant de Windsor. Monaco : Éd. du Rocher, coll. "Les maîtres de la littérature policière", 1997.  (ISBN 2-268-02515-2)
13. Arnaque chez la reine. Monaco : Éd. du Rocher, coll. "Les maîtres de la littérature policière", 1997.  (ISBN 2-268-02646-9). Rééd. Paris : Vauvenargues, 1997, 190 p.
14. Complot sanglant au palais. Monaco : Éd. du Rocher, coll. "Les maîtres de la littérature policière", 1997, 200 p.  (ISBN 2-268-02730-9). Rééd. Paris : Grand caractère, 1998, 206 p.  (ISBN 2-7444-0411-X). Paris : Vauvenargues, 1998, 190 p.
15. Ovnis sur Buckingham. Monaco : Éd. du Rocher, coll. "Les maîtres de la littérature policière", 1998. Rééd. Paris : Vauvenargues, 1998, 190 p.
16. Du sang sur la tombe de Diana. Monaco : Éd. du Rocher, coll. "Les maîtres de la littérature policière", 1998.  (ISBN 2-268-02972-7). Rééd. Paris : Vauvenargues, 1998, 188 p.
17. Le Collier maudit de Diana / trad.-adapt. de Philippe de Baleine. Paris : Vauvenargues, 1998, 188 p.  (ISBN 2-7443-0190-6)
18. Une mygale pour le prince Charles / trad.-adapt. de Philippe de Baleine. Paris : Vauvenargues, 1999, 188 p.
19. La Mafia russe menace la reine / trad.-adapt. de Philippe de Baleine. Paris : Vauvenargues, 1999, 190 p.  (ISBN 2-7443-0271-6)
20. Gaz mortel au palais / trad.-adapt. de Philippe de Baleine. Paris : Vauvenargues, 1999, 190 p.  (ISBN 2-7443-0326-7)
21. Diana tuée deux fois / trad.-adapt. de Philippe de Baleine. Paris : Vauvenargues, 2000, 190 p.
22. Boue sur la couronne / trad.-adapt. de Philippe de Baleine. Paris : Vauvenargues, 2000, 190 p.
23. Fantôme tueur chez la reine / trad.-adapt. de Philippe de Baleine. Paris : Vauvenargues, 2000, 190 p.
24. Les Séquestrées des caves royales / trad.-adapt. de Philippe de Baleine. Paris : Vauvenargues, 2000, 190 p.